# Saunders (James Bond)
Saunders é um personagem do filme The Living Daylights, 15.º da série cinematográfica de James Bond e primeiro com Timothy Dalton no papel do espião. Foi interpretado nas telas pelo ator britânico Thomas Wheatley.

## Características
Saunders é um espião do MI-6 e chefe da seção V em Viena da agência de inteligência britânica. Um homem formal e seguidor de regulamentos, ele é o mentor do plano de retirar o general Koskov, um "desertor" soviético, da Cortina de Ferro para o Ocidente. Seu primeiro contato com Bond não é dos melhores, quando 007 faz as coisas de seu próprio modo, retirando o general da Tchecoslováquia por método diferente do imaginado por Saunders, e o manda reclamar a M. Os dois porém tem um segundo encontro mais relaxado e Saunders tenta ajudar Bond por fora dos regulamentos que tanto preza. Porém, ele acaba assassinado pelo capanga do falso desertor Koskov, Necros, quando procurava ajudar 007 com documentos falsos para retirar a violoncelista Kara Milovy da Áustria.

## No filme
Durante as sequências pré-título do filme, Saunders aparece encontrando Bond num concerto de música clássica em Bratislava, Tchecoslováquia, onde o informa de seus planos para retirar Koskov do país e para onde Bond foi para ajudá-lo, a pedido do próprio Koskov, conhecedor da fama de infalível do espião. A função de Bond é atuar como sniper para abater qualquer agente da KGB, que o vigiava constantemente, que tente impedir Koskov de ser levado por Saunders. Bond porém estraga os planos do aliado recusando-se a matar a atiradora localizada, uma violoncelista da orquestra, por notar que ela era uma amadora e alguém apenas colocada numa armadilha para ser morta.  Ele retira Koskov das mãos de Saunders e o leva até a fronteira, onde,  com a ajuda de  Rosika Miklos, também uma agente infiltrada na Cortina de Ferro, o envia da Tchecoslováquia para a Áustria dentro de uma cápsula especialmente criada por Q para transportar um humano pela tubulação de gás transiberiana, para desgosto de Saunders.
Num segundo encontro, numa ópera em Viena, Bond coloca Saunders a par da situação real da falsa defecção de Koskov, da necessidade de retirar Kara, a namorada do general usada apenas como isca e que não tem um passaporte, da Áustria, e pede a Saunders que investigue certas conexões ocidentais do general.  Num último encontro, num café dentro de um parque de diversões, Saunders entrega a Bond a documentação falsa para Kara, feita por métodos "não regulares' e arriscando seu emprego no MI-6, e diz a 007 que descobriu que Koskov tem uma ligação com Brad Whitaker, grande negociador do mercado negro de armas. Quando deixa o café, porém, a porta de vidro do local é explodida pelo capanga de Koskov, Necros, e os vidros estilhaçados caem por cima de Saunders, matando-o.